# Sekel Nordenstrand
Sekel Elve Torsten Nordenstrand, född 4 mars 1900 i Högsjö församling, Västernorrlands län, död 6 juni 1955 i Brännkyrka församling, Stockholms län, var en svensk författare.

## Biografi
Sekel Nordenstrand föddes 1900 i Västerbotten som son till sågverksarbetaren Anders Nordenstrand (1858–1907) och hans hustru Lydia Augusta Stålhand (1864–1946).  Familjen flyttade ofta till de sågverk längs norrlandskusten som behövde arbetare, och stannade sällan längre än ett år på en och samma plats. Vid faderns död 1907 bodde familjen i sågverkssamhället Seskarö, och som 12-åring började Nordenstrand arbeta vid sågverket Sandvik där. Han och syskonen måste hjälpa till med att försörja familjen. År 1917 deltog Nordenstrand i Seskarö-upproret, och dömdes därför till böter. I den postumt utgivna självbiografin Liksveperskans son skildrar Nordenstrand sin uppväxt.
Som ett led i sitt författarskap gjorde Nordenstrand uppteckningar och intervjuer med människor i Bergslagen. Materialet förvaras på Lindesbergs bibliotek.
Tornedalsteatern satte 2021 upp en pjäs baserad på Nordenstrands liv, Sekel författaren.
Sekel Nordenstrand var gift med Anna Margareta Alva Ulrika Lindblom (född 5 december 1911, död 17 augusti 1992). Vid sin död bodde Nordenstrand med sin familj i Stureby i Stockholm.

### Författarskap
- Vi (Stockholm: Schildt, 1934)[9]
- Fasad (Stockholm: Schildt, 1937)[10]
- Svart granit: skådespel i en akt, 3 scener (Stockholm: Frihets förlag, 1943)[11]
- Jordisk tro (Stockholm: LT, 1948)[12]
- Järnhunger: roman (Stockholm: LT, 1950)[13]
- Jordens bröd (Stockholm: LT, 1955)[14]

### Postumt
I Nordenstrands efterlämnade handlingar påträffades flera utkast till dikter och romaner. Några av dessa har publicerats postumt.
- ”’Ön i norr’ och ’Första arbetsdagen’: två fragment ur Seskarömanuskriptet”, i Spåret lockar vid källan: Norrbottens prosa, red. Åke Leif-Lundgren och Bert Linné (Luleå: Kantele, 1997), s. 77–81[16]
- Liksveperskans son och andra berättelser: noveller, red. Björn Engström och Peo Rask (Luleå: Black Island Books, 2014)[17]

## Priser och utmärkelser
- 1949 – Boklotteriets stipendiat